# Liste der Lieder der Backstreet Boys
Dies ist eine Liste der aufgenommenen und veröffentlichten Lieder der US-amerikanischen Gesangsgruppe Backstreet Boys. Aufgelistet sind alle Lieder der Alben Backstreet Boys (1996), Backstreet’s Back (1997), Millennium (1999), Black & Blue (2000),  Never Gone (2005), Unbreakable (2007), This Is Us (2009), In a World Like This (2013) und DNA (2019). Des Weiteren befinden sich alle Single-Tracks, Cover und B-Seiten von Singles in dieser Liste.
Die Reihenfolge der Titel ist alphabetisch sortiert und gibt Auskunft über die Urheber.

## Legende
- Titel: Nennt den Namen des Liedes. Coverversionen sind blau unterlegt Die Originalinterpreten werden darunter genannt.
- Autoren: Nennt die Autoren des Liedes.
- Album: Nennt das Album, auf dem das Lied erschien.
- Jahr: Nennt das Veröffentlichungsjahr.

## #
| Titel           | Autoren    | Album             | Jahr |
| --------------- | ---------- | ----------------- | ---- |
| 10'000 Promises | Max Martin | Backstreet's Back | 1997 |

## A
| Titel                            | Autoren                                | Album             | Jahr |
| -------------------------------- | -------------------------------------- | ----------------- | ---- |
| All I Have To Give               | Full Force                             | Backstreet's Back | 1997 |
| All In My Head (NKOTBSB)         | Gustav Efraimsson, RedOne, Teddy Sky   | NKOTBSB           | 2011 |
| All Of Your Life (You Need Love) | RedOne, Charles Hinshaw, Jr.           | This Is Us        | 2009 |
| Any Other Way                    | Jess Cates, Lindy Robbins, Dan Muckala | Unbreakable       | 2007 |
| Anywhere For You                 | Gary Baker, Wayne Perry                | Backstreet Boys   | 1996 |
| As Long as You Love Me           | Max Martin                             | Backstreet’s Back | 1997 |

## B
| Titel              | Autoren | Album                | Jahr |
| ------------------ | --- | -------------------- | ---- |
| Back To Your Heart | Gary Baker, Kevin Richardson, Jason Blume                                                                    | Millennium           | 1999 |
| Bigger             | Max Martin, Shellback, Tiffany Amber                                                                         | This Is Us           | 2009 |
| Boys Will Be Boys  | Veit Renn, Jolyon Skinner                                                                                    | Backstreet Boys      | 1996 |
| Breathe            | Magne Furuholmen, A.J. McLean, Nick Whitecross, Martin Terefe, Andreas Olsson, Howie Dorough, Brian Littrell | In A World Like This | 2013 |
| Breathe (2019)     | Nick Bailey, Ryan Ogren, Brandyn Burnette                                                                    | DNA                  | 2019 |
| Bye Bye Love       | Kenneth Karlin, Carsten Schack, Claude Kelly                                                                 | This Is Us           | 2009 |

## C
| Titel                 | Autoren                                                                                          | Album                       | Jahr |
| --------------------- | ------------------------------------------------------------------------------------------------ | --------------------------- | ---- |
| Chances               | Ryan Tedder, Fiona Bevan, Scott Harris, Shawn Mendes, Geoff Warburton, Zach Skelton, Casey Smith | DNA                         | 2018 |
| Chateau               | Stuart Crichton, Stephen Wrabel, James Newman, Michael Pollack, Cole Citrenbaum                  | DNA                         | 2019 |
| Christmas In New York | Gary Baker, Greg Barnhill, Walt Aldridge                                                         | A Very Backstreet Christmas | 2022 |
| Christmas Time        | Veit Renn, Johnny Wright, Joey Smith                                                             | –                           | 1996 |
| Climbing The Walls    | Max Martin, Lukasz Gottwald                                                                      | Never Gone                  | 2005 |
| Close My Eyes         | Brian Thomas Littrell, Jess Cates, Howard Dorough, Lindy Robbins, A.J. McLean, Dan Muckala       | Inconsolable (Single)       | 2007 |
| Crawling Back To You  | Chris Farren, Blair Daly                                                                         | Never Gone                  | 2005 |

## D
| Titel                               | Autoren                                                                                  | Album                                | Jahr |
| ----------------------------------- | ---------------------------------------------------------------------------------------- | ------------------------------------ | ---- |
| Darlin’                             | Timmy Allen, Nneka Morton                                                                | Backstreet Boys                      | 1996 |
| Donde quieras yo iré                | Gary Baker, Wayne Perry                                                                  | Anywhere For You (Single)            | 1997 |
| Don't Go Breaking My Heart          | Stuart Crichton, Jamie Hartman, Stephen Wrabel                                           | DNA                                  | 2018 |
| Don't Leave Me                      | Sean Combs, Osten Harvey, Harry Wayne Casey, Richard Finch, Mookie, A. Toney, Craig Mack | Backstreet Boys                      | 1996 |
| Don't Turn Out The Lights (NKOTBSB) | Jess Cates, Emanuel Kiriakou, Claude Kelly                                               | NKOTBSB                              | 2011 |
| Don't Wanna Lose You Now            | Max Martin                                                                               | Millennium                           | 1999 |
| Don’t Want You Back                 | Max Martin                                                                               | Millennium                           | 1999 |
| Downpour                            | Jess Cates, Lindy Robbins, Emanuel Kiriakou                                              | Unbreakable (Limited Deluxe Edition) | 2007 |
| Drowning                            | Linda Thompson, Rami, Andreas Carlsson                                                   | –                                    | 2001 |

## E
| Titel                         | Autoren                                | Album             | Jahr |
| ----------------------------- | -------------------------------------- | ----------------- | ---- |
| Every Time I Close My Eyes    | Eric Foster White                      | Backstreet Boys   | 1996 |
| Everybody (Backstreet’s Back) | Max Martin, Denniz PoP                 | Backstreet’s Back | 1997 |
| Everyone                      | Kristian Lundin, Andreas Carlsson      | Black & Blue      | 2000 |
| Everything But Mine           | Jess Cates, Lindy Robbins, Dan Muckala | Unbreakable       | 2007 |

## F
| Titel                                    | Autoren                                                                  | Album                                        | Jahr |
| ---------------------------------------- | ------------------------------------------------------------------------ | -------------------------------------------- | ---- |
| Fallen Angel                             | Kenneth Karlin, Carsten Schack, Claude Kelly                             | –                                            | 2009 |
| Feels Like Home                          | Kevin Richardson, Nick Carter, Dan Muckala, Howie Dorough, Bryan Shackle | In A World Like This                         | 2013 |
| Feliz Navidad (Original: José Feliciano) | José Feliciano                                                           | A Very Backstreet Christmas (Deluxe Edition) | 2022 |

## G
| Titel                                                               | Autoren                                   | Album           | Jahr |
| ------------------------------------------------------------------- | ----------------------------------------- | --------------- | ---- |
| Get Another Boyfriend                                               | Max Martin, Rami                          | Black & Blue    | 2000 |
| Get Down (You're The One For Me)                                    | Bülent Aris, Toni Cottura, Keith McGuffey | Backstreet Boys | 1996 |
| Give Me Your Heart                                                  | Larry Campbell                            | Backstreet Boys | 1996 |
| God, Your Mama, And Me (Florida Georgia Line feat. Backstreet Boys) | Brian Kelley, Tyler Hubbard               | Dig Your Roots  | 2016 |

## H
| Titel                                                           | Autoren | Album                       | Jahr |
| --------------------------------------------------------------- | --- | --------------------------- | ---- |
| Happy Days                                                      | Kevin Richardson, A.J. McLean, Nick Carter, Howie Dorough, Brian Littrell, Travis Sayles, Tommy Brown, Taylor Hill | A Very Backstreet Christmas | 2022 |
| Have Yourself a Merry Little Christmas (Original: Judy Garland) | Hugh Martin, Ralph Blane                                                                                           | A Very Backstreet Christmas | 2022 |
| Helpless (Backstreet Boys feat. Pitbull)                        | Jordan Omley, Michael Mani, James Scheffer, Frank Romano, Armando Christian Perez                                  | This Is Us                  | 2009 |
| Helpless When She Smiles                                        | Aimee Mayo, Chris Lindsey, Troy Verges, Brett James                                                                | Unbreakable                 | 2007 |
| Hey, Mr. DJ (Keep Playin' This Song)                            | Timmy Allen, Jolyon Skinner, Larry Campbell                                                                        | Backstreet’s Back           | 1996 |
| How Did I Fall In Love With You                                 | Calum MacColl, Howard Dorough, Andrew Fromm                                                                        | Black & Blue                | 2000 |

## I
| Titel                                                   | Autoren                                                        | Album                                        | Jahr |
| ------------------------------------------------------- | -------------------------------------------------------------- | -------------------------------------------- | ---- |
| I Need You Tonight                                      | Andrew Fromm                                                   | Millennium                                   | 1999 |
| I Promise You (With Everything I Am)                    | Dan Hill                                                       | Black & Blue                                 | 2000 |
| I Still...                                              | Max Martin, Rami                                               | Never Gone                                   | 2005 |
| I Wanna Be With You                                     | Max Martin, Denniz PoP                                         | Backstreet Boys                              | 1996 |
| I Want It That Way                                      | Max Martin, Andreas Carlsson                                   | Millennium                                   | 1999 |
| If I Don't Have You                                     | Gary Baker, Timmy Allen, Wayne Perry                           | Backstreet’s Back                            | 1997 |
| If I Knew Then                                          | Kenneth Karlin, Carsten Schack, Claude Kelly                   | This Is Us                                   | 2009 |
| If You Knew What I Knew                                 | A.J. McLean, Billy Chapin, Bryan Bonnett                       | Larger Than Life (Single)                    | 1999 |
| If You Stay                                             | Sylvia Striplin, Roy Ayers, Attrell Cordes, James Bedford      | Bravo Hits 17                                | 1997 |
| If You Want It To Be Good Girl (Get Yourself A Bad Boy) | Robert John "Mutt" Lange                                       | Backstreet’s Back                            | 1996 |
| I’ll Be Home for Christmas (Original: Bing Crosby)      | Buck Ram, Walter Kent, Kim Gannon                              | A Very Backstreet Christmas                  | 2022 |
| I'll Be There For You                                   | Gary Baker, Timmy Allen, Wayne Perry                           | Millennium (Limited Edition)                 | 1999 |
| I'll Never Break Your Heart                             | Eugene Wilde, Albert Manno                                     | Backstreet Boys                              | 1995 |
| I'll Never Find Someone Like You                        | Marti Sharron, Danny Shembello                                 | Anywhere For You (Single)                    | 1997 |
| In A World Like This                                    | Kristian Lundin, Max Martin, Savan Kotecha                     | In A World Like This                         | 2013 |
| In Pieces                                               | Jess Cates, Lindy Robbins, Dan Muckala                         | Unbreakable (Limited Deluxe Edition)         | 2007 |
| Incomplete                                              | Jess Cates, Lindy Robbins, Dan Muckala                         | Never Gone                                   | 2005 |
| Inconsolable                                            | Jess Cates, Lindy Robbins, Emanuel Kiriakou                    | Unbreakable                                  | 2007 |
| International Luv                                       | T-Pain, Nick Carter, AJ McLean, Brian Littrell & Howie Dorough | This Is Us (Deluxe Edition)                  | 2009 |
| Is It Just Me                                           | Lindy Robbins, Ian Kirkpatrick, Alexander "Xplicit" Izquierdo  | DNA                                          | 2019 |
| It's Christmas Time Again                               | Nick Carter, Mika Guillory, Howie Dorough, Morgan Taylor Reid  | A Very Backstreet Christmas (Deluxe Edition) | 2012 |
| It's Gotta Be You                                       | Robert John "Mutt" Lange, Max Martin                           | Millennium                                   | 1999 |
| It's True                                               | Max Martin, Andreas Carlsson, Kevin Richardson                 | Black & Blue                                 | 2000 |

## J
| Titel                   | Autoren                                 | Album           | Jahr |
| ----------------------- | --------------------------------------- | --------------- | ---- |
| Just Like You Like It   | Josh Kear, Ross Copperman, Dustin Lynch | DNA             | 2019 |
| Just To Be Close To You | Tim Grant, Michael Gray                 | Backstreet Boys | 1996 |
| Just Want You To Know   | Max Martin, Lukasz Gottwald             | Never Gone      | 2005 |

## L
| Titel                                           | Autoren                                                                                       | Album                       | Jahr |
| ----------------------------------------------- | --------------------------------------------------------------------------------------------- | --------------------------- | ---- |
| Larger Than Life                                | Kristian Lundin, Max Martin, Brian Thomas Littrell                                            | Millennium                  | 1999 |
| Last Christmas (Original: Wham!)                | George Michael                                                                                | A Very Backstreet Christmas | 2022 |
| Lay Down Beside Me                              | Veit Renn, Jolyon Skinner                                                                     | Backstreet Boys             | 1996 |
| Let It Be Me (Steve Aoki feat. Backstreet Boys) | Teddy Geiger, Steve Aoki, Alexandru Constantin Craciun, Noah Conrad, Jake Torrey, Dan Henig   | Let It Be Me (Single)       | 2019 |
| Let’s Have a Party                              | Leon Huff, Mookie, Dave McPherson, Jeff Sledge, Kenyatta Galbreth, C.J. Trevett, Kenny Gamble | Backstreet Boys             | 1996 |
| Like a Child                                    | Fitzgerald Scott                                                                              | Backstreet’s Back           | 1997 |
| Lose It All                                     | Shelly Peiken, Wally Gagel, Alexander Barry                                                   | Never Gone                  | 2005 |
| Lost In Space                                   | Kenneth Karlin, Carsten Schack, Claude Kelly                                                  | This Is Us                  | 2009 |
| Love Somebody                                   | Nick Carter, Jordan Omley, Howie Dorough, Justin Trugman, Jaakko Manninen                     | In A World Like This        | 2013 |
| Love Will Keep You Up All Night                 | Billy Mann, Laura Pergolizzi                                                                  | Unbreakable                 | 2007 |

## M
| Titel                                      | Autoren                                                                  | Album                       | Jahr |
| ------------------------------------------ | ------------------------------------------------------------------------ | --------------------------- | ---- |
| Madeleine                                  | Martin Terefe, Sacha Skarbek                                             | In A World Like This        | 2013 |
| Make Believe                               | Kevin Richardson, Nick Carter, Dan Muckala, Howie Dorough, Bryan Shackle | In A World Like This        | 2013 |
| Masquerade                                 | Brian Kennedy, Alexander James, Antwoine Collins, Mike Busbee            | This Is Us                  | 2009 |
| Matches (Britney Spears & Backstreet Boys) | Justin Tranter, Asia Whiteacre                                           | Glory (2020 Deluxe Edition) | 2020 |
| Missing You                                | Robert John "Mutt" Lange                                                 | Backstreet’s Back           | 1997 |
| More Than That                             | Franciz, LePont, Adam Anders                                             | Black & Blue                | 2000 |
| Movin' On                                  | Howard Dorough, Nate Butler, Wade J. Robson                              | Incomplete (Single)         | 2005 |
| My Beautiful Woman                         | Paul Wiltshire, Victoria Wu                                              | Never Gone                  | 2005 |
| My Heart Stays With You                    | Full Force                                                               | I Want It That Way (Single) | 1999 |

## N
| Titel                     | Autoren | Album                    | Jahr |
| ------------------------- | --- | ------------------------ | ---- |
| Never Gone                | Gary Baker, Steve Diamond, Kevin Richardson                                                                                 | Never Gone               | 2005 |
| New Love                  | Elof Loelv, Erik Hassle, Jake Troth                                                                                         | DNA                      | 2019 |
| NKOTBSB Mash Up (NKOTBSB) | Maurice Starr, Kristian Lundin, Max Martin, Eugene Wilde, Albert Manno, Andreas Carlsson, Brian Thomas Littrell, Denniz PoP | NKOTBSB                  | 2011 |
| No One Else Comes Close   | Gary Baker, Wayne Perry, Joe Thomas                                                                                         | Millennium               | 1999 |
| No Place                  | Troy Verges, Brett James, Joshua Miller                                                                                     | DNA                      | 2019 |
| Nobody But You            | Max Martin, Herbert Crichlow, Denniz PoP                                                                                    | Backstreet Boys          | 1996 |
| Nobody Else               | Gamal Lewis, Nick Bailey, Ryan Ogren, Emily Warren, Ari Leff                                                                | DNA                      | 2019 |
| Non puoi lasciarmi così   | Max Martin, Herbert Crichlow                                                                                                | The New Best Of          | 1997 |
| Not For Me                | Kristian Lundin, Andreas Carlsson, Jake                                                                                     | Black & Blue             | 2000 |
| Nowhere To Go             | Jess Cates, Lindy Robbins, Rob Wells                                                                                        | Helpless When She Smiles | 2007 |
| Nunca te haré llorar      | Eugene Wilde, Albert Manno                                                                                                  | The New Best Of          | 1998 |

## O
| Titel                                | Autoren                                                                                                 | Album                       | Jahr |
| ------------------------------------ | --- | --------------------------- | ---- |
| O Holy Night (Original: Traditional) | Traditional                                                                                             | A Very Backstreet Christmas | 2022 |
| OK                                   | Stuart Crichton, Joe Kirkland, James Newman, Jason Allen                                                | DNA                         | 2019 |
| One In A Million                     | Brian Thomas Littrell, Jess Cates, Howard Dorough, Lindy Robbins, A.J. McLean, Nick Carter, Dan Muckala | Unbreakable                 | 2007 |
| One Phone Call                       | Howie Dorough, Sean Douglas, Morgan Taylor Reid                                                         | In A World Like This        | 2013 |

## P
| Titel           | Autoren                                                                                  | Album                | Jahr |
| --------------- | ---------------------------------------------------------------------------------------- | -------------------- | ---- |
| Panic           | Brian Thomas Littrell, Billy Mann, Howard Dorough, A.J. McLean, Nick Carter, Dan Muckala | Unbreakable          | 2007 |
| Passionate      | Lindy Robbins, Mitch Allan, Andy Grammer, Louis Schoorl                                  | DNA                  | 2019 |
| PDA             | Printz Board, Mario "Tex" James                                                          | This Is Us           | 2009 |
| Permanent Stain | Nick Carter, Mika Guillory, Morgan Taylor Reid                                           | In A World Like This | 2013 |
| Poster Girl     | Rasmus Bahncke, René Tromborg, billymann                                                 | Never Gone           | 2005 |

## Q
| Titel                              | Autoren                      | Album           | Jahr |
| ---------------------------------- | ---------------------------- | --------------- | ---- |
| Quit Playing Games (with My Heart) | Max Martin, Herbert Crichlow | Backstreet Boys | 1996 |

## R
| Titel        | Autoren | Album           | Jahr |
| ------------ | --- | --------------- | ---- |
| Rebel        | Kenneth Karlin, Carsten Schack, Claude Kelly                                                                      | This Is Us      | 2009 |
| Roll With It | Veit Renn, Jolyon Skinner                                                                                         | Backstreet Boys | 1995 |
| Rush Over Me | Brian Thomas Littrell, Harvey Mason jr., Kevin Richardson, Howard Dorough, A.J. McLean, Damon Thomas, Nick Carter | Never Gone      | 2005 |

## S
| Titel                                        | Autoren                                                                            | Album                             | Jahr |
| -------------------------------------------- | ---------------------------------------------------------------------------------- | --------------------------------- | ---- |
| Safest Place To Hide                         | Robin Lerner, Tom Leonard                                                          | Never Gone                        | 2005 |
| Same Old Lang Syne (Original: Dan Fogelberg) | Dan Fogelberg                                                                      | A Very Backstreet Christmas       | 2022 |
| Satellite                                    | Dan Muckala, Ralf Hamm                                                             | Helpless When She Smiles (Single) | 2008 |
| Set Adrift on Memory Bliss                   | Gary Kemp, Attrell Cordes                                                          | Backstreet’s Back                 | 1996 |
| Shape Of My Heart                            | Max Martin, Rami, Lisa Miskovsky                                                   | Black & Blue                      | 2000 |
| Shattered                                    | Jordan Suecof, Tiron "TC" Mack, Chad "C-Note" Roper, Daryl Camper                  | This Is Us                        | 2009 |
| She's A Dream                                | Nick Carter, T-Pain, Howie Dorough, Brian Littrell, Alexander McLean, Daen Simmons | This Is Us                        | 2009 |
| Shining Star                                 | Franciz, LePont, Howard Dorough, Nick Carter                                       | Black & Blue                      | 2000 |
| Show 'Em (What You're Made Of)               | Kevin Richardson, A.J. McLean, Mika Guillory, Morgan Taylor Reid                   | In A World Like This              | 2013 |
| Show Me The Meaning Of Being Lonely          | Max Martin, Herbert Crichlow                                                       | Millennium                        | 1999 |
| Siberia                                      | Max Martin, Rami, Alexandra                                                        | Never Gone                        | 2005 |
| Silent Night                                 | Joseph Mohr                                                                        | A Very Backstreet Christmas       | 2022 |
| Soldier                                      | Nick Carter, Mika Guillory, Howie Dorough, Morgan Taylor Reid                      | In A World Like This              | 2013 |
| Something That I Already Know                | David Hodges, Zukhan Bey, Mitch Allan, Kara DioGuardi                              | Unbreakable                       | 2007 |
| Song For The Unloved                         | Chris Rojas, billymann                                                             | Never Gone                        | 2005 |
| Spanish Eyes                                 | Sandy Linzer, Andrew Fromm                                                         | Millennium                        | 1999 |
| Straight Through My Heart                    | RedOne, Bilal Hajji, Kïnnda Hamid, Novel Jannusi, AJ Jannusi                       | This Is Us                        | 2009 |

## T
| Titel                                             | Autoren | Album                             | Jahr |
| ------------------------------------------------- | --- | --------------------------------- | ---- |
| Tell Me That I'm Dreaming                         | Louis J. Pearlman | We've Got It Goin' On (Single)    | 1996 |
| That's The Way I Like It                          | Max Martin, Herbert Crichlow, Denniz PoP                                                                                            | Backstreet’s Back                 | 1997 |
| That's What She Said                              | Brian Thomas Littrell | Backstreet’s Back                 | 1997 |
| The Answer To Our Life                            | Brian Thomas Littrell, Kevin Richardson, Howard Dorough, A.J. McLean, Nick Carter                                                   | Black & Blue                      | 2000 |
| The Call                                          | Max Martin, Rami | Black & Blue                      | 2000 |
| The Christmas Song (Original: The King Cole Trio) | Robert Wells, Melvin Tormé | A Very Backstreet Christmas       | 2022 |
| The One                                           | Max Martin, Brian Thomas Littrell                                                                                                   | Millennium                        | 1999 |
| The Perfect Fan                                   | Brian Thomas Littrell, Thomas L. Smith                                                                                              | Millennium                        | 1999 |
| The Way It Was                                    | Stuart Crichton, Garrison Starr, Justin Jesso                                                                                       | DNA                               | 2019 |
| There's Us                                        | Christopher Ward, Rob Wells | Helpless When She Smiles (Single) | 2008 |
| This Christmas (Original: Donny Hathaway)         | Donny Hathaway, Nadine McKinnor | A Very Backstreet Christmas       | 2022 |
| This Is Us                                        | Jordan Omley, Michael Mani, James Scheffer, Frank Romano, Howie Dorough                                                             | This Is Us                        | 2009 |
| Time                                              | Brian Thomas Littrell, Kevin Richardson, Howard Dorough, A.J. McLean, Nick Carter                                                   | Black & Blue                      | 2000 |
| Together                                          | Kevin Richardson, A.J. McLean, Nick Carter, Howie Dorough, Brian Littrell, Travis Sayles, Tommy Brown, Tommy Parker, Darius Coleman | A Very Backstreet Christmas       | 2022 |
| Treat Me Right                                    | JC Chasez, A.J. McLean, Theron Otis Feemster                                                                                        | Unbreakable                       | 2007 |
| Trouble Is                                        | Pam Sheyne, Martin Sutton, Don Mescall                                                                                              | Unbreakable                       | 2007 |
| Trust Me                                          | James Bryan, Martin Terefe, Justin Nozuka                                                                                           | In A World Like This              | 2013 |
| Try                                               | James Bryan, Martin Terefe, James Morrison, Kyle Riabko                                                                             | In A World Like This              | 2013 |

## U
| Titel                         | Autoren                                                                                  | Album       | Jahr |
| ----------------------------- | ---------------------------------------------------------------------------------------- | ----------- | ---- |
| Undone                        | Troy Johnson, Ryan Tedder, Josh Hoge                                                     | This Is Us  | 2009 |
| Unmistakable                  | Adam Anders, Dan Muckala, Nikki Hassman                                                  | Unbreakable | 2007 |
| Unsuspecting Sunday Afternoon | Brian Thomas Littrell, Billy Mann, Howard Dorough, A.J. McLean, Nick Carter, Dan Muckala | Unbreakable | 2007 |

## W
| Titel                                                                                      | Autoren                                  | Album                       | Jahr |
| ------------------------------------------------------------------------------------------ | ---------------------------------------- | --------------------------- | ---- |
| Weird World                                                                                | John Ondrasik                            | Never Gone                  | 2005 |
| We’ve Got It Goin’ On                                                                      | Max Martin, Herbert Crichlow, Denniz PoP | Backstreet Boys             | 1995 |
| What Makes You Different (Makes You Beautiful)                                             | Brian Thomas Littrell                    | Black & Blue                | 2000 |
| White Christmas (Original: Bing Crosby)                                                    | Irving Berlin                            | A Very Backstreet Christmas | 2022 |
| Winter Wonderland (Original: Richard Himber And His Ritz-Carlton Orchestra with Joey Nash) | Felix Bernard, Richard B. Smith          | A Very Backstreet Christmas | 2022 |

## Y
| Titel                      | Autoren                                   | Album                        | Jahr |
| -------------------------- | ----------------------------------------- | ---------------------------- | ---- |
| Yes I Will                 | Josh Schwartz, Brian Kierulf, A.J. McLean | Black & Blue                 | 2000 |
| You Can Let Go             | Jess Cates, Lindy Robbins, Dan Muckala    | Unbreakable                  | 2007 |
| You Wrote The Book On Love | Gary Baker, Wayne Perry, Butch Johnson    | Millennium (Limited Edition) | 1999 |